# 労働者の祖国
労働者の祖国（ろうどうしゃのそこく）とは、スターリン主義の立場の左翼党派が、ソ連及びその衛星国を呼称した語。
そもそも資本主義国家は労働者にとって祖国ではなく、ソ連及びその指導の下に誕生した社会主義国家群こそ、労働者にとっての祖国だと考えられた。
日本共産党が、コミンテルン日本支部として結成されたのはこの立場から。